# کوکا (مجارستان)
کوکا (به مجاری:  Kóka) یک شهرداری در مجارستان است که در ناحیه نادی‌کاتا واقع شده‌است. کوکا ۴۴٫۳۶ کیلومتر مربع مساحت و ۴٬۵۰۸ نفر جمعیت دارد.